# Zbornoraki
Zbornoraki (Syncarida) – nadrząd skorupiaków z gromady pancerzowców i podgromady Eumalacostraca.
Drobne skorupiaki, obejmujące najmniejsze pancerzowce. Osiągają od 0,5 do 5 cm długości, jednak większość znacznie poniżej 1 cm. Budowa dość homonomiczna, tagmatyzacja zatarta. Głowa szeroko osadzona na tułowiu. Pierwszy człon tułowia scalony może być z głową w głowotułów. Karapaksu brak. Odwłok słabo odgraniczony od tułowia, zbudowany podobnie do niego. Szczękonóża nie występują lub obecna ich jest jedna para. Występują gruczoły szczękowe i długie czułki. Pierwsza para czułków ma trójczłonowy trzonek i dwuczłonowy biczyk, natomiast druga para dwa wieloczłonowe lub zredukowane biczyki. Oczy złożone, jeśli występują, siedzące lub słupkowe. Żuwaczki zwykle pozbawione żuwek (lacinia mobilis). Odnóża tułowiowe i odwłokowe dwugałęziste, jednak gałąź wewnętrzna tych drugich szczątkowa. Ósma para odnóży tułowiowych może być zmodyfikowana w narządy kopulacyjne. Odnóża odwłokowe zwykle zredukowane. Na końcu odwłoka długie uropody i czasem widełki na telsonie. Telson może być scalony z szóstym pleonitem.
Zbornoraki to denne skorupiaki słodkich wód powierzchniowych i podziemnych, o silnie ograniczonych zasięgach. Przechodzą rozwój prosty.
Grupa reliktowa, reprezentowana przez formy prymitywne lub neoteniczne.
Formy współczesne obejmują 262 gatunki, zgrupowane w dwóch rzędach:
- Anaspidacea Calman, 1904
- Bathynellacea Chappuis, 1915

Ponadto wyróżnia się wymarły rząd Palaeocaridacea.